# Rivière de la Trinité
Der Rivière de la Trinité (französisch trinité ‚Dreifaltigkeit‘) ist ein Fluss in der Verwaltungsregion Côte-Nord der kanadischen Provinz Québec.

## Flusslauf
Der Rivière de la Trinité hat seine Quelle 10 km westlich des Lac Pentecôte im Hinterland der Nordküste des Sankt-Lorenz-Golfs auf einer Höhe von 381 m. Er fließt in überwiegend südlicher Richtung durch die MRC Manicouagan. Der Fluss biegt etwa bei Flusskilometer 15 scharf nach Osten ab. Die Route 138 verläuft südlich des Unterlaufs und überquert bei Baie-Trinité den Rivière de la Trinité. Dieser mündet unmittelbar darauf in den Sankt-Lorenz-Golf.
Der Rivière de la Trinité hat eine Länge von 74 km. Sein Einzugsgebiet umfasst 562 km². Der mittlere Abfluss beträgt 14 m³/s.
Im Fluss kommen Atlantischer Lachs, Bachsaibling und die anadrome Form des Bachsaiblings vor.
Der Rivière de la Trinité ist ein beliebtes Ziel für Angler. Der Unterlauf ist mit dem Kanu befahrbar.